# UGT1A8
UDP-glukuronoziltransferaza 1-8 je enzim koji je kod ljudi kodiran genom UGT1A8.

## Funkcija
Ovaj gen kodira UDP-glukuronoziltransferazu, enzim glukuronidacionog puta koji transformiše male lipofilne molekule, kao što su steroidi, bilirubin, hormoni i lekovi, u metabolite koji se mogu izlučiti usled njihove rastovrljivosti u vodi. Ovaj gen je deo kompleksnog lokusa koji kodira nekoliko UDP-glukuronoziltransferaza. Lokus uključuje trinaest jedinstvenih alternativnih prvih eksona praćenih sa četiri zajednička egzona. Četiri alternativna prva egzona se smatraju pseudogenima. Svaki od preostalih devet 5′ eksona može biti spojen sa četiri zajednička eksona, što rezultira u devet proteina sa različitim N-krajevima i identičnim C-krajevima. Svaki prvi egzon kodira mesto vezivanja supstrata i reguliše ga sopstveni promoter. Enzim koji je kodiran ovim genom ima aktivnost glukuronidaze sa mnogim supstratima uključujući kumarine, fenole, antrahinone, flavone i neke opioide.